# Sørhaugøy fyr
Sørhaugøy fyr blev bygget i 1846 og ligger i Haugesund kommune. Sørhaugøy er den nordligste af øerne i øgruppen som samlet omtales som Vibrandsøy. Fyret på Sørhaugøy ligger ud mod det vejrudsatte havstykke Slettå, i den nordlige indsejling til den travle skibsrute gennem Karmsundet til Haugesund havn.
Øen er adskilt fra de øvrige øer i Vibrandsøygruppen med et smalt sund uden bro. Fyrets kaj og et tilhørende, mindre naust ligger ned til dette sund.
Selve fyret består af sammenbygget fyrtårn og vogterbolig med karakteristisk kirkelignende form.
Fyret blev nedlagt i 1952 og erstattet af en lygte på stativ lige vest for den gamle fyrbygning.
Sørhaugøy fyr kaldes i folkemunde Tonjer efter en holm lige nord for Sørhaugøy.
Sørhaugøy med fyrbygning og huset ved vandet er fredet etter lov om kulturminner og tilhører Karmsund Folkemuseum i Haugesund. Fyret har et restaureringsbehov og er lukket for publikum.

## Eksterne kilder og henvisninger
- Wikimedia Commons har flere filer relateret til Sørhaugøy fyr
- Sørhaugøy fyr på Riksantikvarens hjemmeside kulturminnesok.no
- Sørhaugøy (Tonjer) fyr på Norsk Fyrhistorisk Forenings websted